# Історичний словник Швейцарії

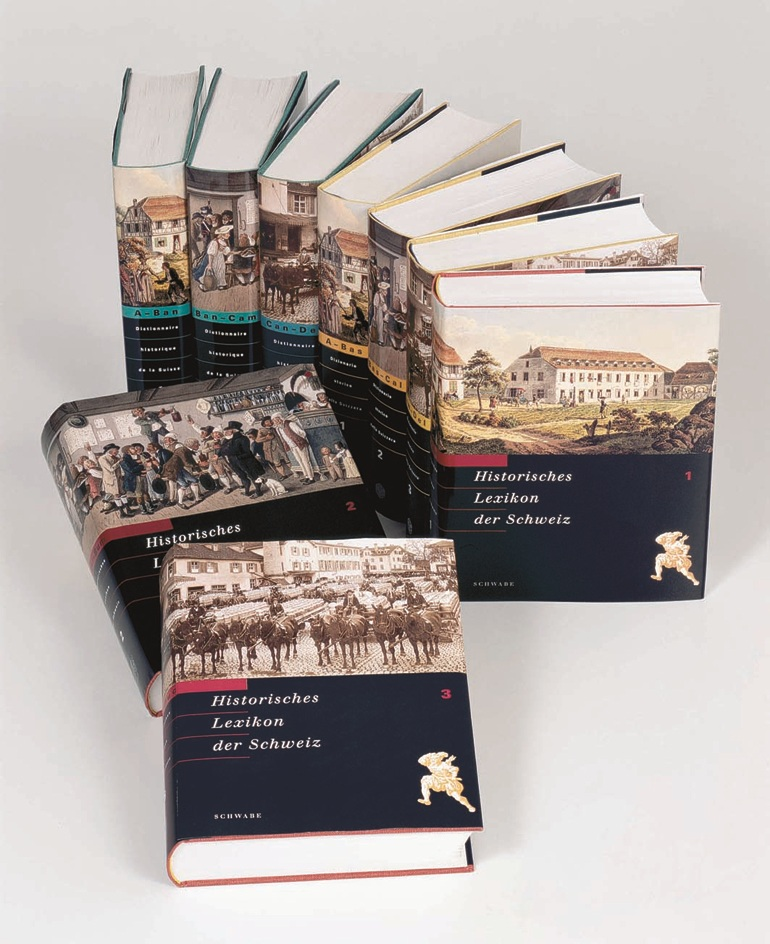
Друковане видання

Історичний словник Швейцарії (нім. Historisches Lexikon der Schweiz, фр. Dictionnaire historique de la Suisse, італ. Dizionario storico della Svizzera) — енциклопедія, присвячена історії Швейцарії, в якій викладаються результати сучасних історичних досліджень в формі, яка доступна для широкої аудиторії. Видається німецькою, французькою та італійською мовами.
Енциклопедія видається під патронажем Швейцарської академії гуманітарних і суспільних наук (SAGW/ASSH) і Швейцарського історичного товариства (SGG-SHH) і фінансується національними дослідницькими грантами. Над словником працює 35 осіб у центральному офісі фонду, внесок роблять 100 академічних консультантів, 2500 істориків і 100 перекладачів.

## Друковане видання
Енциклопедія одночасно редагується на трьох державних мовах Швейцарії:
- німецькою (Historisches Lexikon der Schweiz — HLS);
- французькою (Dictionnaire Historique de la Suisse — DHS);
- італійською (Dizionario Storico della Svizzera — DSS).

Перші 13 томів енциклопедії були опубліковані в 2002 році. Надалі планується видавати 1 додатковий том щороку. Два томи вибраних статей опубліковані ретороманською мовою (Lexicon Istoric Retic — LIR).

### Рубрики
- Біографії,
- Статті про родини,
- Статті про місця (комуни, кантони, фортеці, монастирі, археологічні пам'ятники),
- Тематичні статті (історичні явища, установи, події).

## Онлайн-видання
Онлайн-видання Історичного словника Швейцарії існує з 1998 року. Надається безкоштовний доступ до всіх статей (з можливістю роздрукувати без ілюстрацій). Містить також список з 40 000 тем, за якими будуть написані статті.

## Видання словника
- Historisches Lexikon der Schweiz (HLS), Schwabe AG, Basel, ISBN 3-7965-1900-8 (2002-)
- Dictionnaire historique de la Suisse (DHS), Editions Gilles Attinger, Hauterive, ISBN 2-88256-133-4 (2002-)
- Dizionario storico della Svizzera (DSS), Armando Dadò editore, Locarno, ISBN 88-8281-100-X (2002-)